# الکساندر ویلنکین

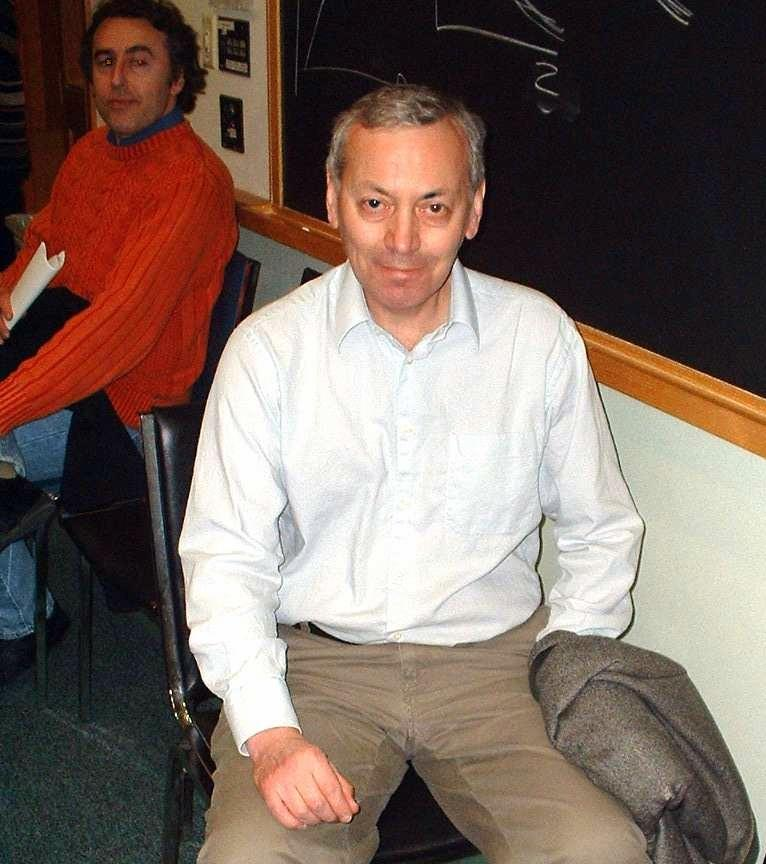
الکساندر ویلنکین، فیزیک‌دان اهل آمریکا - ۲۰۰۵

 الکساندر ویلنکین (روسی: Алекса́ндр Виле́нкин؛ زاده ۱۳ مهٔ ۱۹۴۹) فیزیک‌دان اهل ایالات متحده آمریکا است.